# José Oliveira
José Oliveira, all'anagrafe José do Patrocínio Oliveira e detto anche Zezinho (Jundiaí, 11 febbraio 1904 – Los Angeles, 22 dicembre 1987), è stato un compositore, polistrumentista e doppiatore brasiliano, componente del gruppo Bando da Lua.

## Biografia
Nato nel 1904, imparò a suonare chitarra, cavaquinho e banjo da autodidatta. Prima di intraprendere la carriera artistica lavorò per alcuni anni come dipendente dell'Instituto Butantan di San Paolo. Nel 1931, entrò nella Orquestra Columbia, diretta da Gaó, che si esibì a Rádio Cruzeiro do Sul.
Nel 1932, si recò a Rio de Janeiro, per esibirsi a Rádio Mayrink Veiga. In quella stazione radiofonica lavorò a fianco di grandi nomi della scena artistica, fra i quali Garoto, Pixinguinha, Nélson Souto.
Attorno al 1940 firmò un contratto con la 20th Century Fox, per recitare a fianco di Carmen Miranda ed entrare, quindi, col gruppo Bando da Lua, in diversi film. Fu in quel momento che incontrò Walt Disney, iniziando così a doppiare molti personaggi dei cartoni animati. Il contatto con Disney convinse il produttore americano a creare il personaggio di José Carioca simbolo del brasiliano spensierato,  doppiato in inglese, portoghese e italiano dallo stesso Oliveira.
Oliveira decise di rimanere negli Stati Uniti, lavorando per Disney ma anche come musicista. Negli ultimi anni della sua vita si esibì più volte al ristorante Marquis Martoni, a Hollywood. Tornò in Brasile in diverse occasioni, in particolare negli anni '80, dove apparve in alcuni programmi di Rede Globo.